# حساس القرب

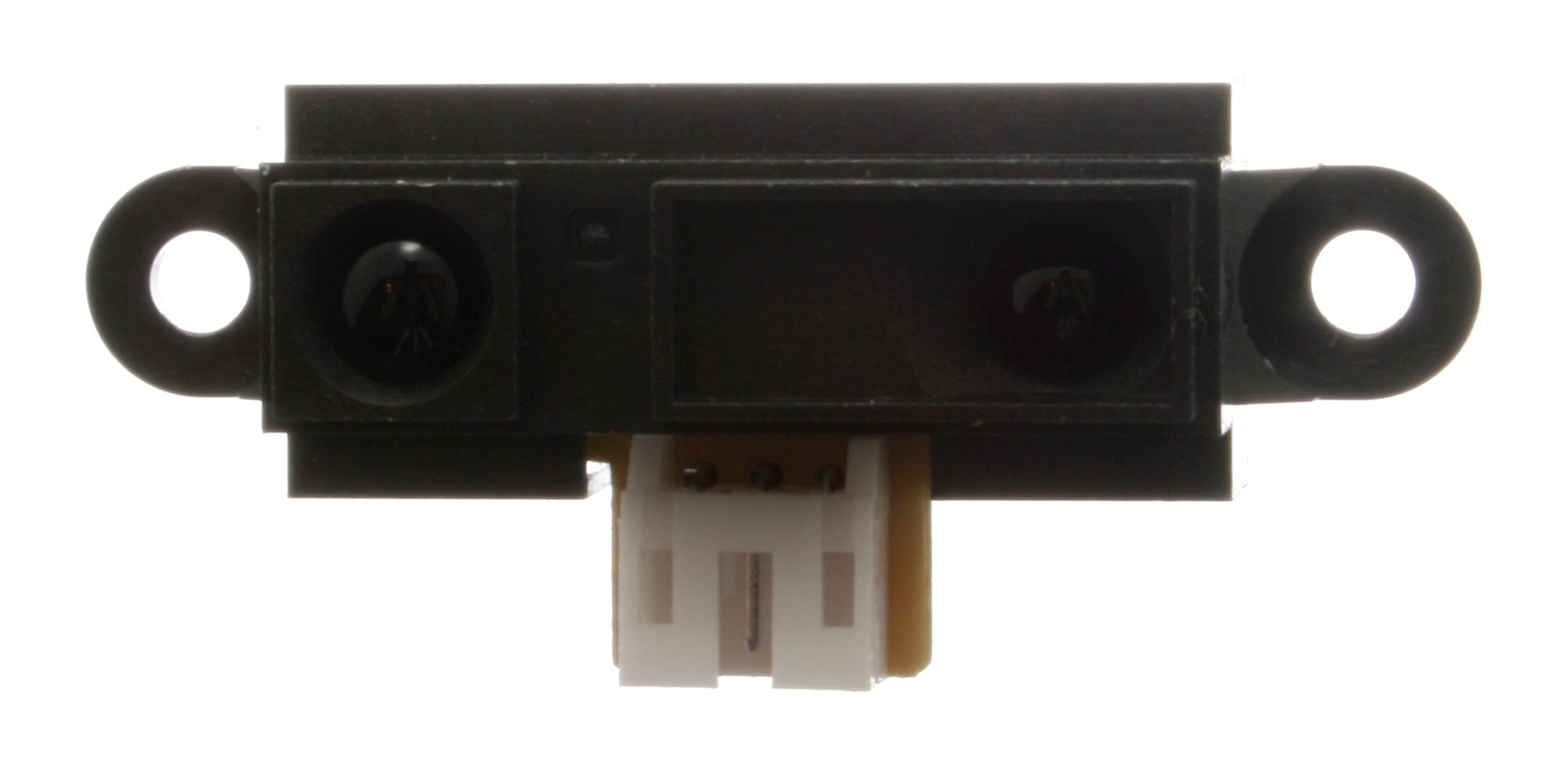
حساس القرب

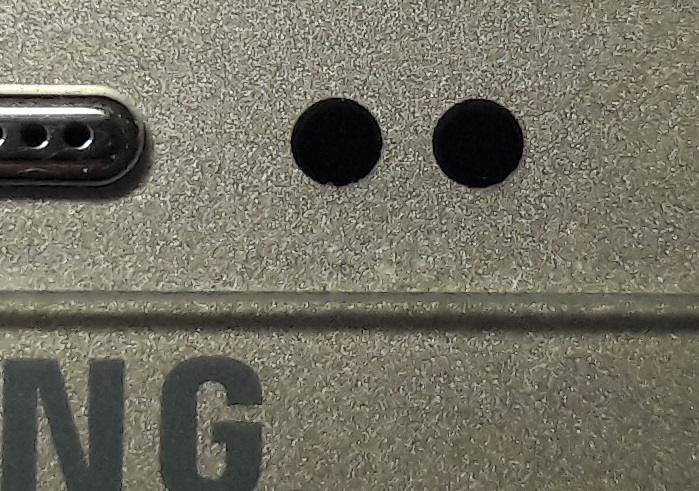
حساس القرب البصري في هاتف سامسونج، مستشعر القرب ميزة قياسية لمعظم الهواتف الذكية

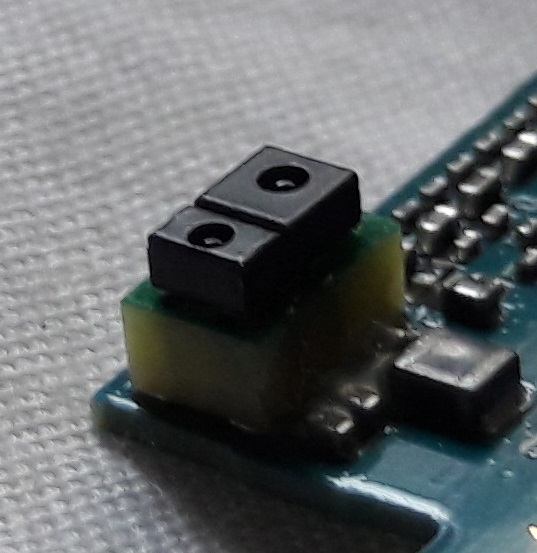
مستشعر القرب البصري لأحد الهواتف الذكية دون غلاف الهاتف. المستشعر نفسه هو الكائن الأسود الموجود أعلى الكتلة الصفراء أسفله؛ هذه الكتلة هي في الواقع لوحة الدوائر المطبوعة بمثابة المتدخل.

حساس القرب أو مستشعر القرب جهاز إستشعار قادر على اكتشاف وجود الأجسام القريبة منه بدون حدوث أي اتصال جسدي.
غالبا ما يقوم الحساس بإرسال حقل كهرومغناطيسي أو حزمة من الإشعاع الكهرومغناطيسي (الأشعة تحت الحمراء على سبيل المثال) ومقارنة الأشعة المرتدة بالمرسلة الذي يتغير بوجود هدف في الجوار. يختلف نوع الحساس باختلاف نوع الهدف المراد الإحساس به على سبيل المثال، يتم استخدام إما حساس قرب للسعة أو حساس قرب كهروضوئي للأهداف البلاستيكية بينما يستخدم حساس قرب حثي للأهداف المعدنية.
تتميز حساسات القرب بموثوقيتها العالية عمرها الطويل بسبب غياب الأجزاء الميكانيكية وعدم وجود أي اتصال مادي بين المستشعر والهدف.
تستخدم حساسات القرب أيضًا في مراقبة اهتزاز الماكينات لقياس التباين في المسافة بين العمود ومحمل الدعم. الأمر شائع الحدوث في التوربينات البخارية الكبيرة والضواغط والمحركات التي تستخدم رولمان بلي. كما يمكن أن يتم استخدامها كمفتاح يعمل باللمس في حالة إذا كان النطاق قصير جدا.
تحدد اللجنة الكهروتقنية الدولية 60947-5-2 التفاصيل التقنية والفنية لحساسات القرب.

## الاستخدم مع الهواتف الذكية وأجهزة الكمبيوتر اللوحية
عادة ما يتم استخدم حساسات القرب في الهواتف المحمولة. عندما يكون الهدف ضمن نطاق معين، تظهر واجهة مستخدم شاشة تأمين الجهاز وبالتالي يظهر من ما يعرف بوضع السكون. في حالة إذا استيقظ الجهاز من وضع السكون وكان الهدف بعيدا يتجاهل الحساس الهدف ليعود الجهاز إلى وضع السكون مرة أخرى. على سبيل المثال، أثناء المكالمات الهاتفية، تلعب حساسات القرب دورا هاما في تخطي اللمس غير المقصود عند احتكاك شاشة المحمول بالأذن.
يمكن استخدام تلك الحساسات للتعرف على حالات الهواء وتلاعبات التحويم، كما يمكن لمجموعة منهم أن تحل محل كاميرات الرؤية البصرية أو الحلول المعتمدة على الكاميرا العميقة لكشف حركة اليد.

## أنواع أجهزة الاستشعار
- حساس قرب بالسعة
- حساس الإزاحة بالسعة
- تأثير دوبلر (حساس يعتمد على تأثير دوبلر)
- التيارات الدوامية
- الحساس الحثي.
- الحساس المغناطيسي، بما في ذلك الفيوز المغناطيسي
- حساس بصري
- حساس كهرضوئي
- حساس ضوئي (عاكس)
- مقدر مسافات ليزري
- الرادار
- حساس انعكاس الإشعاع المؤين
- سونار (عادة نشطة أو سلبية)
- حساس أجهزة الإستشعار بالموجات فوق الصوتية
- جهاز إستشعار الألياف الضوئية
- حساس تأثير القاعة

## التطبيقات

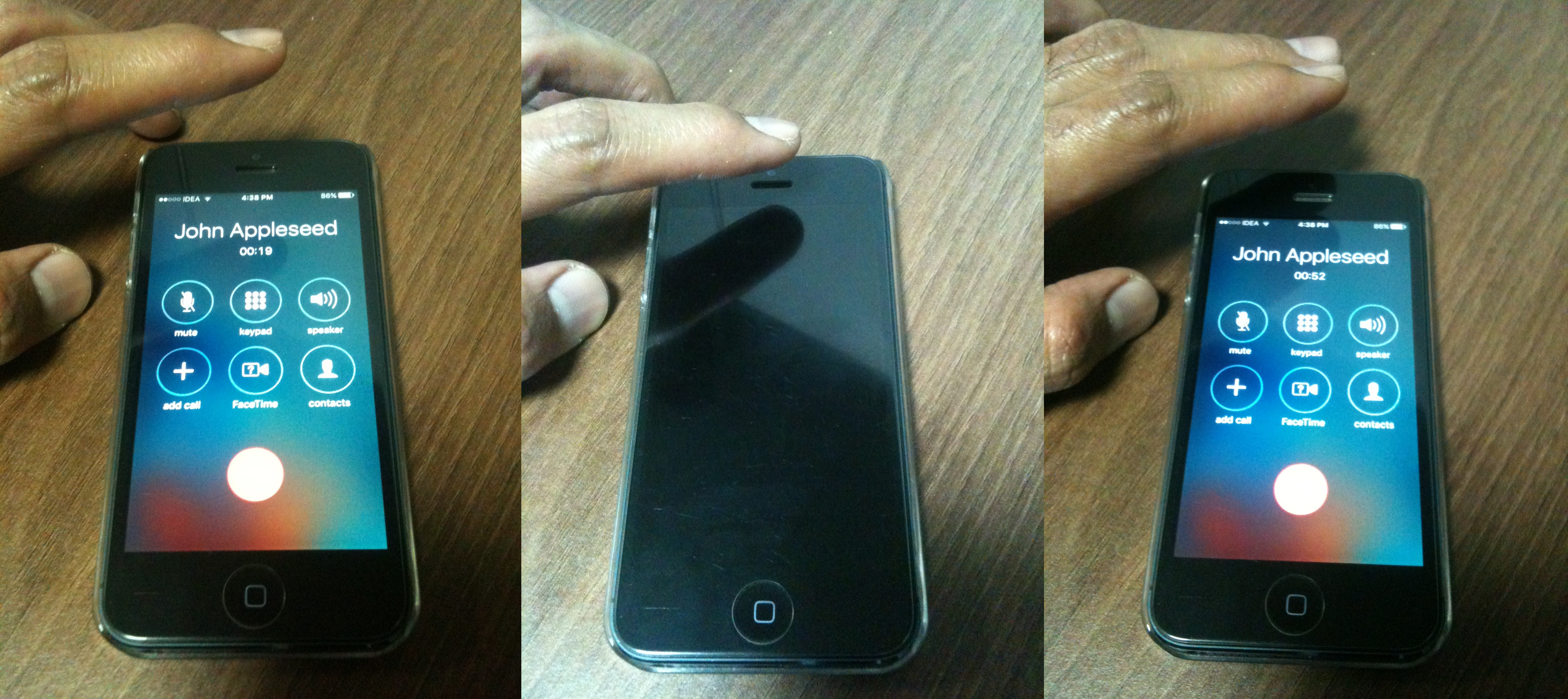
حساس القرب في ايفون 5، في أقصى يسار ويمين الصورة اليد بالقرب من الحساس والجهاز مفتوح، الصورة في الوسط اليد أعلى الحساس والهاتف مغلق.

- يتم تثبيت حساس قرب على واجهة جهاز ايفون 5 بجوار سماعة الأذن بغرض إيقاف تشغيل الشاشة التي تعمل باللمس تلقائيًا عندما يأتي المستشعر ضمن نطاق محدد مسبقًا من جسم ما (مثل الأذن البشرية) عند استخدام الهاتف.
- نظام تحذير الاقتراب الأرضي.
- حساس ركن السيارات، نظام مثبت على مصدات السيارات التي تستشعر المسافة إلى السيارات القريبة لوقوف السيارات.
- نظام تحذير في حالة الاقتراب من الأرض لسلامة الطائرات.
- قياس الاهتزاز للأعمدة الدورانية في الآلات.
- الأسلحة المضادة للطائرات.
- حرس السواحل.
- أنظمة النقل.[2]
- خطوط تعبئة وتغليف المشروبات والأطعمة.
- أجهزة المحمول والشاشات التي تعمل باللمس وتقترب من الوجه.[1]